# Grabmal August Buxbaum
Das Grabmal August Buxbaum ist ein Denkmal und Ehrengrab in Darmstadt.

## Geschichte und Beschreibung
Das schlichte Grabmal für August Buxbaum besteht aus vier Grabplatten aus schwarzem Naturstein.
An den Seiten der Grabanlage steht je eine Natursteinbank.
Die Grabanlage wird durch sechs Schrittplatten erschlossen.
Am vorderen Rand des Grabmals stehen zwei Buchsbäume.
Grabstelle: Waldfriedhof Darmstadt L 2h 1